# Merrill Edwin Barrington
Pour l’article homonyme, voir Barrington.
Merrill Edwin Barrington (né le 25 février 1920 - mort le 18 décembre 1965) est un comptable, courtier d'assurance et homme politique fédéral du Québec.

## Biographie
Né à Ormstown dans le comté de Châteauguay (aujourd'hui en Montérégie), il sert dans l'Armée canadienne durant la Seconde Guerre mondiale. Il entame une carrière publique en devenant conseiller municipal de la ville d'Ormstown en 1956. Il est organisateur local de l'Union nationale dans les années 1950.
Tentant d'être élu député du Parti progressiste-conservateur du Canada dans la circonscription fédérale de Châteauguay—Huntingdon—Laprairie en 1953 et en 1957, il est battu par le libéral Jean Boucher. Élu en 1958, il est à nouveau défait par Boucher en 1962.
Il meurt à Ormstown à l'âge de 45 ans.